# Томас Мак-Мікін
Томас Мак-Мікін (англ. Thomas McMeekin, 31 грудня 1866 — 24 жовтня 1946) — британський яхтсмен.
Олімпійський чемпіон 1908 року в класі 6 метрів.